# Eric Holder
Eric Himpton Holder, Jr. (* 21. ledna 1951) je americký politik, který zastával post ministra spravedlnosti ve vládě prezidenta Baracka Obamy, mezi 2009-2015. Byl to vůbec první Afroameričan v této pozici.
V minulosti působil jako soudce Nejvyššího soudu pro Washington, D.C., federální žalobce a náměstek ministra spravedlnosti. Při prezidentských volbách v roce 2008 působil jako právní poradce demokratického kandidáta Baracka Obamy. Byl rovněž jedním ze tří členů komise, která vybrala tehdejšího senátora Joe Bidena, jako kandidáta na viceprezidenta.

## Biografie
Holder se narodil v Bronxu. Kořeny jeho rodičů sahají až na Barbados. Jeho otec se narodil na Barbadosu a do Spojených států přijel, když mu bylo 11. Později se živil jako realitní agent. Jeho matka zase pocházela z New Jersey, zatímco její rodiče pocházeli rovněž z Barbadosu. Na škole byl vybrán do programu pro intelektuálně nadané studenty. Na Columbia University hrál basketbal a získal bakalářský titul z americké historie. Titul J.D. získal na Columbia Law School. Studoval i na George Washington University.

## Kariéra
Po ukončení studia nastoupil na ministerstvo spravedlnosti. V této době se například podílel na stíhání kongresmana Johna Jenretta, který byl obviněn z braní úplatků v tzv. kauze Abscam. Tehdejší prezident Ronald Reagan pak Holdera nominoval jako soudce do Nejvyššího soudu pro Washington D.C.. Tento post opustil v roce 1993, kdy mu Bill Clinton nabídl místo federálního žalobce pro Washington D.C.
V letech 1997 až 2001 působil jako náměstek ministryně spravedlnosti Janet Renové.
Od roku 2001 pak působil v soukromé právnické firmě Covington & Burling. Mezi jeho klienty patřili i například Merck & Co. nebo National Football League, kterou zastupoval při vyšetřování Michaela Vicka.
Jeho nominace na post ministra spravedlnosti byla oznámena 1. prosince 2008 a Holder byl schválen v Senátu poměrem 75:21. Přísahu složil 2. února 2009.

## Kritika
V roce 2000, z titulu funkce náměstka ministra spravedlnosti v administrativě Billa Clintona, doporučil k udělení mezi jinými také žádost o milost pro Marca Riche, podnikatele s komoditami belgického původu a daňového podvodníka velkého rozsahu odsouzeného v USA k součtovému trestu několika stovek let (a od roku 1982 proto žijícího ve Švýcarsku). Učinil tak na žádost Richova advokáta Jacka Quinna a podpisu prezidenta dosáhl zatajením Richovy žádosti před svým nadřízeným. Jedná se zřejmě o nejkontroverznější milost v dějinách USA.
Holder je ženatý a má tři děti.